# Hiroyuki Imaishi
Hiroyuki Imaishi (今石 洋之, Imaishi Hiroyuki), né le 4 octobre 1971, est un réalisateur d’anime et animateur japonais.

## Biographie
Après des études à l'université des beaux-arts Tama, il intègre le studio Gainax où il fait ses débuts en 1996 dans la série Neon Genesis Evangelion en tant qu'intervalliste. Il continue en tant qu'animateur puis storyboarder sur de nombreuses séries et participe à l'essentiel des projets du studio comme Karekano, FLCL, Abenobashi mahou☆shotengai. Il travaille beaucoup avec le réalisateur Kōichi Mashimo, du studio Bee Train, filiale à l'époque de Production I.G. Il travaille également avec Takeshi Koike notamment en tant que storyboarer sur les OAVs Trava - Fisrt Planet. En 2004 sort sa première réalisation, Dead Leaves, produit par Production I.G. qui montre son style d'animation particulier, complexe, frénétique et coloré.
En 2007, il réalise sa première série, Gurren Lagann, cette fois-ci dans son studio d'origine, Gainax. La série est un réel succès, dérivé en deux films sortis en 2008 et 2009. Il remporte le Prix Individuel à la convention Animation Kōbe de 2007.
Après avoir quitté Gainax en août 2011, il fonde la société de production d'anime Trigger avec ses anciens collègues Masahiko Otsuka et Kazuya Masumoto. Depuis, il travaille comme réalisateur dans ce studio.
En 2013, il réalise la série Kill la Kill, écrite par Kazuki Nakashima.
Il s'estime influencé par l'animateur Yoshinori Kanada et par les réalisateurs John Woo, Robert Rodriguez et Stephen Sommers.[réf. souhaitée]

## Travaux
- 1996 : Neon Genesis Evangelion (série télévisée) - Animateur clé (ep 25,26), intervalliste
- 1996 : Slayers Next (série télévisée) - Animateur clé (ep 22,26)
- 1996 : VS Knight Lamune & 40 Fire (série télévisée) - Animateur clé (ep 23)
- 1997 : Speed Racer S2 (série télévisée) - Animateur clé (OP1,OP2,4,34)
- 1997 : Slayers Next (série télévisée) - Animateur clé (ep 1,6,14)
- 1997-98 : Battle Athletes Victory (série télévisée) - Animateur clé (ep 9,23)
- 1997 : Virus Buster Serge (série télévisée) - Animateur clé (ep 1,4,11)
- 1997 : Kodomo no omocha (série télévisée) - Animateur clé (ep 54,75)
- 1997 : In Memory of the Walther P38 (TV spécial) - Animateur clé
- 1997 : Darkstalkers (OAV) - Animteur clé (ep 4)
- 1998-99 : Karekano (série télévisée) - Storyboard (ep 1,3,10,19), directeur d'animation (ep 3,11), script (ep 19)
- 1998 : Weiß kreuz (série télévisée) - Animateur clé (OP)
- 1998 : Generator Gawl (série télévisée) - Animateur clé (ep 1,2)
- 1998 : Getter Robo Armageddon (OAV) - Animateur clé (ep 2)
- 1999 : Tokyo Crisis (TV spécial) - Animateur clé
- 1999 : Microman (série télévisée) - Directeur d'animation (ep 26), animateur clé (ep 39,52)
- 1999-00 : Medabots (série télévisée) - Storyboard (ep 14), directeur d'épisode (ep 14), directeur d'animation (ep 14)
- 1999-00 : Dai-Guard (série télévisée) - Storyboard (ep 3), animateur clé (op)
- 1999-00 : Wild Arms: Twilight Venom (série télévisée) - Animateur clé (OP, 3)
- 2000 : FLCL (OAV) - Storyboard (ep 1,5,6), directeur de l'animation (ep 2,5), Animateur clé (ep 1,4,5,6)
- 2000-01 : Magical DoReMi S2 (série télévisée) - Animateur clé (OP)
- 2001-02 : Magical DoReMi S3 (série télévisée) - Animateur clé (OP1,OP2)
- 2001-02 : PaRappa the Rapper (série télévisée) - Storyboard (ep ED, 5,11,18), Animateur clé (ED)
- 2001 : Alcatraz Connection (TV spécial) - Animateur clé
- 2001-02 : Shaman King (série télévisée) - Animateur clé (ep OP1,OP2)
- 2001-02 : Mahoromatic (série télévisée) - Animateur clé (ep OP, 4)
- 2001 : Hellsing (série télévisée) - Animateur clé (OP)
- 2001-02 : Capitain Kuppa (série télévisée) - Animateur clé (ep 4)
- 2002 : Abenobashi mahou☆shotengai (série télévisée) - Storyboard (ep 3,12), directeur d'épisode (ep 3), directeur d'animation (ep 3,12)
- 2002 : Trava: Fist Planet (OAV) - Storyboard (ep 2), Animateur clé (ep 2,3)
- 2002 : Anime Tenchō (OAV) - Storyboard, directeur d'animation
- 2002-03 : Petite Princess Yucie (série télévisée) - Storyboard (ep 7), animateur clé (ep 7)
- 2003 : Gad Guard (en) (série télévisée) - Storyboard (ep 5)
- 2003-04 : Cromartie High School (série télévisée) - Storyboard (OP)
- 2003 : Fullmetal Alchemist (série télévisée) - Animateur clé (ep 24)
- 2004 : Dead Leaves (film) - Réalisation, chara-design, directeur de l'animation, chara-design, animateur clé
- 2004 : Jubei-chan 2 (série télévisée) - Animateur clé (ep 7)
- 2004 : Re:Cutey Honey (OAV) - Storyboard (ep 1), directeur d'épisode (ep 1)
- 2004 : Kono minikuku mo utsukushii sekai (série télévisée) - Animateur clé (OP, ED, ep 7)
- 2004 : Samurai champloo (série télévisée) - Storyboard (ep 9)
- 2005 : Diebuster (OAV) - Directeur de l'animation des mechas
- 2005 : Oval X Over (OAV) - Réalisateur
- 2005 : He Is My Master (série télévisée) - Storyboard (ep 4)
- 2005 : Absolute Boy (série télévisée) - Animateur clé (ep 23)
- 2005 : Zoids Fuzors (série télévisée) - Animateur clé (ep 26)
- 2005 : Paradise Kiss (série télévisée) - Animateur clé (ED)
- 2005 : Namco x Capcom (jeux vidéo) - Réalisation de l'opening anime
- 2005 : Musashi: Samurai Legend (jeux vidéo) - Réalisation de l'opening anime
- 2005-06 : Black Cat (série télévisée) - Storyboard (ep 18), animateur clé (ep 18,OP)
- 2005-06 : Gaiking: Legend of Daiku-Maryu (série télévisée) - Animateur clé (ep 1,13)
- 2007 : Gurren Lagann (série télévisée) - Réalisateur, storyboard (ep 1,8,27), directeur d'épisode (ep 27)
- 2007 : Hayate le Majordome (série télévisée) - Animateur clé (ep 39)
- 2008 : Zoku Sayonara Zetsubō sensei (série télévisée) - Storyboard (ep 9:III)
- 2008 : Rosario + Vampire (série télévisée) - Animateur clé (ep 10)
- 2008 : Gundam 00 (série télévisée) - Animateur clé (ep 25)
- 2008-09 : Yatterman S2 (série télévisée) - Animateur clé (ep 12,54)
- 2008 : Corpse Princess (série télévisée) - Animateur clé (ep 5,OP)
- 2008 : Gurren Lagann - le film 1 (film) - Réalisateur
- 2009 : Gurren Lagann - le film 2 (film) - Réalisateur
- 2009 : Evangelion: 2.0 You Can (Not) Advance (film) - Animateur clé
- 2009 : Professeur Layton et la Diva éternelle (film) - Co-Storyboarder
- 2010 : Panty and Stocking with Garterbelt (série télévisée) - Réalisateur, storyboard (ep 1,2,11,25,28), scénario (ep 9), directeur d'épisode (ep 27)
- 2010 : Redline (film) - Animateur clé
- 2011 : The Mystic Archives of Dantalian (série télévisée) - Storyboard (ep 5)
- 2013 : Kill la Kill (série télévisée) - Réalisateur
- 2015 : Sex & Violence with Machspeed (Court métrage) - Réalisateur
- 2016 : Uchū Patrol Luluco - Réalisateur
- 2019 : Promare (film) - Réalisateur
- 2022 : Cyberpunk: Edgerunners (série télévisée) - Réalisateur